# 张一元天桥茶馆
张一元天桥茶馆，是位于北京市西城区万明路18号的一家演出场所，隶属老字号茶叶企业张一元茶叶有限责任公司，是天桥演艺文化区的组成部分。

## 简介
张一元天桥茶馆位于东方饭店对面的新世界游乐场原址，为仿古建筑，占地面积约500平方米，可容纳200多名观众。
2006年12月29日，在中共宣武区委、宣武区人民政府的支持下，“张一元天桥茶馆”正式开业。张一元天桥茶馆由张一元茶叶有限责任公司开办，建筑装修采用仿古风格，其功能为品茶休闲，演出评书、曲艺、戏曲、杂技、相声等老天桥平民文艺。同时，还出售旅游纪念品及工艺品，展示体现老天桥风貌的雕塑、文字、摄影，提供北京风味小吃、手工艺品及制作过程演示等等。
2007年1月，德云社将张一元天桥茶馆作为新的演出场所，成为继广德楼、云龙茶楼之后德云社第三个分号，张一元天桥茶馆外的招牌上写上了“北京德云社风雨无阻长期在此演出”字样。郭德纲表示，除了演出相声之外，将在张一元天桥茶馆主要安排评书演出。由于该茶馆是张一元开办，所以在相声等演出的同时，观众还可免费品尝张一元茗茶，并欣赏独家特色节目——“茶人说茶”，即由专业茶艺师为观众讲解当天所饮用的茗茶。